# Кретон, Мишель
Мише́ль Крето́н (фр. Michel Creton; род. 17 августа 1942, Васси, департамент Верхняя Марна, Франция) — французский актёр театра и кино.

## Биография
Окончив профессиональное обучение по специальности фотогравёра, Мишель Кретон решил сделать карьеру в кино. Он поступил на курсы актёрского мастерства, где стал учеником знаменитого актёра и постановщика Робера Мануэля. Завершил своё образование он в консерватории, завоевав две первых премии.
Свою первую роль в театре Кретон сыграл в пьесе «Елена, или радость жизни» («Hélène ou la joie de vivre») по Мадлен Грей и Андре Руссану, представленной в 1961 году.

### Мишель Кретон в кино
В 1964 году Мишель Кретон получил свою первую кинороль в гангстерском фильме Бернара Бордери «Отдел по борьбе с бандитизмом» («Brigade antigangs»). Впоследствии актёр принимал участие во множестве кинокартин, большей частью в ролях второго плана.
Мишель Кретон был задействован в нескольких культовых фильмах, таких, как вышедшие в 1978 году «Загорелые» («Les bronzes»). В этой знаменитой комедии, снятой Патрисом Леконтом, Мишель исполнил роль Андре Бурсо, аниматора-комика, известного под псевдонимом Бип-Бип.
Кретону довелось сыграть и ряд главных ролей. К примеру, в фильме Даниэля Дэра «Чокнутый» («Le dingue»), вышедшем в 1973 году, он предстает в образе Пьеро по прозвищу «Чокнутый». В картине Бертрана Блие «Вечернее платье» («Tenue de soirée») Мишель играет с легендами французского кино — Жераром Депардье, Миу-Миу и Мишелем Бланом.

### На телевидении
Кретон впервые появился благодаря передаче под названием «Сегодня вечером в театре» (Au théâtre ce soir), которую вёл Пьер Сабба. Программа шла по каналу ORTF и посвящалась ретрансляции театральных спектаклей по ТВ.
В 1968 году Кретон сыграл в телефильме Пьера Баделя по пьесе Мольера «Мещанин во дворянстве» («Le bourgeois gentilhomme»). Далее его многолетняя телевизионная карьера была представлена, в основном, ролями второго плана. Однако, в картине «Глуп, как Франсуа» («Fou comme François», 1979), телефильма, снятого по сюжету кинокартины с тем же названием, Кретон играет главную роль безработного мужа Клод Жад. Через несколько лет Кретон и Клод Жад снова играли пару в «Тринадцать» («Treize»). Сам Кретон написал сценарий.
В России Кретон стал популярен благодаря показу по центральному телевидению исторических сериалов «Графиня де Монсоро (1971)» (Шико) и «Прекрасные господа из Буа-Доре» (1976) (Виллариаль).
Помимо актёрской деятельности Мишель Кретон также выступает ведущим реалити-шоу «Ночь героев» («La nuit des héros»), впервые вышедшем на французский экран в 1992 году. Кроме того, он стал «лицом» французского телесериала «Центральная ночь» («Central nuit») (2001—2009), много лет подряд воплощая образ майора Виктора Франклина. Разведён, имеет от брака сына Рафаэля 1970 года рождения.

## Фильмография

### Кинофильмы
- 1964 — Отдел по борьбе с бандитизмом / Brigade antigangs (Louis XIV)
- 1967 — Один человек лишний / Un homme de trop (Solin)
- 1967 — Человек, который предал мафию / L’homme qui trahit la mafia (Fabiani)
- 1967 — Неприличная женщина / La Petite Vertu (François)
- 1968 — Беру и его дамы / Béru et ces dames (Jojo, le maquereau)
- 1968 — Жизнь вничью / Vivre la nuit (Jacky, le loubard)
- 1969 — Млечный путь / La Voie lactée (un serveur)
- 1969 — Честь семьи / La Honte de la famille (François Dolo)
- 1969 — Мистер Фридом / Mr. Freedom
- 1970 — А теперь летите / Et qu'ça saute (de Guy Lefranc)
- 1971 — Графиня де Монсоро / La Dame de Monsoreau (Chicot)
- 1971 — Макс и жестянщики / Max et les ferrailleurs (Robert Saidani)
- 1972 — Убийство есть убийство / Un meurtre est un meurtre (le pharmacien)
- 1973 — Встреча с радостной смертью / Au rendez-vous de la mort joyeuse (Leroy)
- 1973 — Чокнутый / Le Dingue (Pierrot, dit «le dingue»)
- 1974 — Невозможно… не французское слово / Impossible… pas français (Francky)
- 1975 — По ту сторону страха / Au-delà de la peur (Legoff)
- 1976 — Армагеддон / Armaguedon (Bob)'
- 1976 — Прекрасные господа из Буа-Доре / Les beaux messieurs de Bois-Doré (Villaréal)
- 1977 — Месье Папа / Monsieur Papa (Le professeur de sport / Sport teacher)
- 1978 — Загорелые / Les Bronzés (Bourseault)
- 1980 — А разве не накажет Боженька за обладание женщиной, которая пьет в кафе с мужчинами? / Mais qu’est-ce que j’ai fait au Bon Dieu pour avoir une femme qui boit dans les cafés avec les hommes?
- 1981 — Психотерапевт / Psy (Bob)
- 1983 — Большой карнавал / Le Grand Carnaval (José)
- 1983 — Дьяволенок / Un bon petit diable (Donald)
- 1984 — Авантюристы/ Les Morfalous (Boissier)
- 1984 — Воспоминания, воспоминания / Souvenirs souvenirs (Christian)
- 1986 — Полночь в Париже / Paris Minuit (Leproux)
- 1986 — Вечернее платье / Tenue de soirée (Pedro)
- 1987 — Одиночка / Le Solitaire (Simon)
- 1988 — Налево от лифта / À gauche en sortant de l’ascenseur (le brigadier)
- 1990 — Бывают дни… Бывают ночи / Il y a des jours… et des lunes (l’homme à l’autre couteau/ The excited man with the knife)
- 1997 — Солнце / Soleil (le commissaire Vermorel)